# Nigeria i olympiska sommarspelen 2012
Nigeria deltog i olympiska sommarspelen 2012 som ägde rum i London i Storbritannien mellan den 27 juli och den 12 augusti 2012. Ingen av landets deltagare erövrade någon medalj.

## Basket
- Herrar

| Pos. | Nr | Namn               | Ålder                  | Längd  | Klubb                      |
| ---- | -- | ------------------ | ---------------------- | ------ | -------------------------- |
| G    | 4  | Tony Skinn         | 29 – 8 februari 1983   | 1,91 m | Ironi Ashkelon             |
| F    | 5  | Ekene Ibekwe       | 27 – 19 juli 1985      | 2,11 m | BBC Bayreuth               |
| F    | 6  | Ike Diogu          | 28 – 11 september 1983 | 2,08 m | Capitanes de Arecibo       |
| F    | 7  | Al-Farouq Aminu    | 21 – 21 september 1990 | 2,06 m | New Orleans Hornets        |
| G    | 8  | Ade Dagunduro      | 26 – 22 maj 1986       | 1,96 m | Stella Artois Leuven Bears |
| G    | 9  | Chamberlain Oguchi | 26 – 28 april 1986     | 1,98 m | Panteras de Miranda        |
| F    | 10 | Koko Archibong     | 30 – 5 oktober 1981    | 2,06 m | LTi Giessen 46ers          |
| G    | 11 | Richard Oruche     | 24 – 30 augusti 1987   | 1,93 m | Académica Coimbra          |
| F    | 12 | Ejike Ugboaja      | 27 – 28 maj 1985       | 2,06 m | Jahesh Tarabar Qom         |
| G    | 13 | Derrick Obasohan   | 31 – 18 april 1981     | 1,98 m | Joventut Badalona          |
| C    | 14 | Alade Aminu        | 24 – 14 september 1987 | 2,11 m | Élan Chalon                |
| C    | 15 | Olumide Oyedeji    | 31 – 11 maj 1981       | 2,11 m | Qingdao Double Star        |

- Gruppspel

| Lag       | S | V | O | F | GM  | IM  | MS   | P  |
| --------- | - | - | - | - | --- | --- | ---- | -- |
| USA       | 5 | 5 | 0 | 0 | 589 | 398 | +191 | 10 |
| Frankrike | 5 | 4 | 0 | 1 | 376 | 378 | −2   | 9  |
| Argentina | 5 | 3 | 0 | 2 | 448 | 424 | +24  | 8  |
| Litauen   | 5 | 2 | 0 | 3 | 395 | 399 | −4   | 7  |
| Nigeria   | 5 | 1 | 0 | 4 | 338 | 456 | −118 | 6  |
| Tunisien  | 5 | 0 | 0 | 5 | 320 | 411 | −91  | 5  |

|  | 29 juli 2012 | Nigeria | 60 – 56 | Tunisien | Basketball Arena, London |  |
|  |              |         |         |          |                          |  |
|  |              |         |         |          |                          |  |
|  |              |         |         |          |                          |  |

|  | 31 juli 2012 | Litauen | 72 – 53 | Nigeria | Basketball Arena, London |  |
|  |              |         |         |         |                          |  |
|  |              |         |         |         |                          |  |
|  |              |         |         |         |                          |  |

|  | 2 augusti 2012 | USA | 156 – 73 | Nigeria | Basketball Arena, London |  |
|  |                |     |          |         |                          |  |
|  |                |     |          |         |                          |  |
|  |                |     |          |         |                          |  |

|  | 4 augusti 2012 | Nigeria | 79 – 93 | Argentina | Basketball Arena, London |  |
|  |                |         |         |           |                          |  |
|  |                |         |         |           |                          |  |
|  |                |         |         |           |                          |  |

|  | 6 augusti 2012 | Frankrike | 79 – 73 | Nigeria | Basketball Arena, London |  |
|  |                |           |         |         |                          |  |
|  |                |           |         |         |                          |  |
|  |                |           |         |         |                          |  |

## Bordtennis
| Spelare            | Gren       | Inledande omgång       | Runda 1              | Runda 2              | Runda 3              | Runda 4              | Kvartsfinal          | Semifinal            | Final                | Final            |
| Spelare            | Gren       | Motståndare Resultat   | Motståndare Resultat | Motståndare Resultat | Motståndare Resultat | Motståndare Resultat | Motståndare Resultat | Motståndare Resultat | Motståndare Resultat | Placering        |
| ------------------ | ---------- | ---------------------- | -------------------- | -------------------- | -------------------- | -------------------- | -------------------- | -------------------- | -------------------- | ---------------- |
| Quadri Aruna       | Herrsingel | BYE                    | Machado (ESP) W 4–2  | Vang (TUR) L 2–4     | Gick inte vidare     | Gick inte vidare     | Gick inte vidare     | Gick inte vidare     | Gick inte vidare     | Gick inte vidare |
| Segun Toriola      | Herrsingel | Ho (CAN) W 4–1         | Persson (SWE) L 1–4  | Gick inte vidare     | Gick inte vidare     | Gick inte vidare     | Gick inte vidare     | Gick inte vidare     | Gick inte vidare     | Gick inte vidare |
| Offiong Edem       | Damsingel  | Meshref (EGY) L 2–4    | Gick inte vidare     | Gick inte vidare     | Gick inte vidare     | Gick inte vidare     | Gick inte vidare     | Gick inte vidare     | Gick inte vidare     | Gick inte vidare |
| Olufunke Oshonaike | Damsingel  | Shahsavari (IRI) W 4–3 | Tan (ITA) L 0–4      | Gick inte vidare     | Gick inte vidare     | Gick inte vidare     | Gick inte vidare     | Gick inte vidare     | Gick inte vidare     | Gick inte vidare |

## Boxning
Herrar
| Boxare                  | Gren          | Sextondelsfinal          | Åttondelsfinal       | Kvartsfinal          | Semifinal            | Final                | Final            |
| Boxare                  | Gren          | Motståndare Resultat     | Motståndare Resultat | Motståndare Resultat | Motståndare Resultat | Motståndare Resultat | Placering        |
| ----------------------- | ------------- | ------------------------ | -------------------- | -------------------- | -------------------- | -------------------- | ---------------- |
| Muideen Olalekan Akanji | Mellanvikt    | O'Neill (IRL) L 6–15     | Gick inte vidare     | Gick inte vidare     | Gick inte vidare     | Gick inte vidare     | Gick inte vidare |
| Lukmon Olaiwola Lawal   | Lätt tungvikt | Al-Matbouli (JOR) L 7–19 | Gick inte vidare     | Gick inte vidare     | Gick inte vidare     | Gick inte vidare     | Gick inte vidare |

Damer
| Boxare          | Gren       | Åttondelsfinal           | Kvartsfinal            | Semifinal            | Final                | Final            |
| Boxare          | Gren       | Motståndare Resultat     | Motståndare Resultat   | Motståndare Resultat | Motståndare Resultat | Placering        |
| --------------- | ---------- | ------------------------ | ---------------------- | -------------------- | -------------------- | ---------------- |
| Edith Agu-Ogoke | Mellanvikt | Vystropova (AZE) W 14–12 | Torlopova (RUS) L 8–18 | Gick inte vidare     | Gick inte vidare     | Gick inte vidare |

## Brottning
Herrar, fristil
| Brottare          | Gren   | Kvalomgång           | Åttondelsfinal       | Kvartsfinal          | Semifinal            | Återkval 1           | Återkval 2                | Final / Brons        | Final / Brons |
| Brottare          | Gren   | Motståndare Resultat | Motståndare Resultat | Motståndare Resultat | Motståndare Resultat | Motståndare Resultat | Motståndare Resultat      | Motståndare Resultat | Placering     |
| ----------------- | ------ | -------------------- | -------------------- | -------------------- | -------------------- | -------------------- | ------------------------- | -------------------- | ------------- |
| Andrew Adibo Dick | -84 kg | BYE                  | Espinal (PUR) L 1–3  | Gick inte vidare     | Gick inte vidare     | BYE                  | Marsagishvili (GEO) L 0–5 | Did not advance      | 18            |
| Sinivie Boltic    | -96 kg | BYE                  | Ceban (MDA) L 1–3    | Gick inte vidare     | Gick inte vidare     | Gick inte vidare     | Gick inte vidare          | Gick inte vidare     | 14            |

Damer, fristil
| Brottare           | Gren   | Kvalomgång           | Åttondelsfinal       | Kvartsfinal          | Semifinal            | Återkval 1           | Återkval 2           | Final / brons        | Final / brons |
| Brottare           | Gren   | Motståndare Resultat | Motståndare Resultat | Motståndare Resultat | Motståndare Resultat | Motståndare Resultat | Motståndare Resultat | Motståndare Resultat | Placering     |
| ------------------ | ------ | -------------------- | -------------------- | -------------------- | -------------------- | -------------------- | -------------------- | -------------------- | ------------- |
| Blessing Oborududu | -63 kg | BYE                  | Michalik (POL) L 0–3 | Gick inte vidare     | Gick inte vidare     | Gick inte vidare     | Gick inte vidare     | Gick inte vidare     | 19            |
| Amarachi Obiajunwa | -72 kg | BYE                  | Wang J (CHN) L 0–5   | Gick inte vidare     | Gick inte vidare     | Gick inte vidare     | Gick inte vidare     | Gick inte vidare     | 15            |

## Friidrott
Förkortningar
- Notera – Placeringar gäller endast den tävlandes eget heat
- Q = Kvalificerade sig till nästa omgång via placering
- q = Kvalificerade sig på tid eller, i fältgrenarna, på placering utan att ha nått kvalgränsen
- NR = Nationellt rekord
- N/A = Omgången inte möjlig i grenen
- Bye = Idrottaren behövde inte delta i omgången

Herrar
Bana och väg
| Idrottare          | Gren       | Heat     | Heat      | Kvartsfinal | Kvartsfinal | Semifinal        | Semifinal        | Final            | Final            |
| Idrottare          | Gren       | Resultat | Placering | Resultat    | Placering   | Resultat         | Placering        | Resultat         | Placering        |
| ------------------ | ---------- | -------- | --------- | ----------- | ----------- | ---------------- | ---------------- | ---------------- | ---------------- |
| Ogho-Oghene Egwero | 100 m      | BYE      | BYE       | 10.38       | 6           | Gick inte vidare | Gick inte vidare | Gick inte vidare | Gick inte vidare |
| Peter Emelieze     | 100 m      | BYE      | BYE       | 10.22       | 5           | Gick inte vidare | Gick inte vidare | Gick inte vidare | Gick inte vidare |
| Obinna Joseph Metu | 100 m      | BYE      | BYE       | 10.35       | 5           | Gick inte vidare | Gick inte vidare | Gick inte vidare | Gick inte vidare |
| Noah Akwu          | 200 m      | 20.67    | 5         | i.u.        | i.u.        | Gick inte vidare | Gick inte vidare | Gick inte vidare | Gick inte vidare |
| Amaechi Morton     | 400 m häck | 49.34    | 3 Q       | i.u.        | i.u.        | DSQ              | DSQ              | Gick inte vidare | Gick inte vidare |
| Selim Nurudeen     | 110 m häck | 13.51    | 2 Q       | i.u.        | i.u.        | 13.55            | 5                | Gick inte vidare | Gick inte vidare |

Fältgrenar
| Idrottare       | Gren      | Kval  | Kval      | Final           | Final           |
| Idrottare       | Gren      | Längd | Placering | Längd           | Placering       |
| --------------- | --------- | ----- | --------- | --------------- | --------------- |
| Stanley Gbageke | Längdhopp | 7.59  | 27        | Did not advance | Did not advance |
| Tosin Oke       | Tresteg   | 16.83 | 9 q       | 16.95           | 7               |

Damer
Bana och väg
| Idrottare                                                                                  | Gren       | Heat     | Heat      | Kvartsfinal | Kvartsfinal | Semifinal        | Semifinal        | Final            | Final            |
| Idrottare                                                                                  | Gren       | Resultat | Placering | Resultat    | Placering   | Resultat         | Placering        | Resultat         | Placering        |
| ------------------------------------------------------------------------------------------ | ---------- | -------- | --------- | ----------- | ----------- | ---------------- | ---------------- | ---------------- | ---------------- |
| Seun Adigun                                                                                | 100 m häck | 13.56    | 4         | i.u.        | i.u.        | Gick inte vidare | Gick inte vidare | Gick inte vidare | Gick inte vidare |
| Gloria Asumnu                                                                              | 100 m      | BYE      | BYE       | 11.13       | 3 Q         | 11.21            | 5                | Gick inte vidare | Gick inte vidare |
| Gloria Asumnu                                                                              | 200 m      | 23.43    | 6         | i.u.        | i.u.        | Gick inte vidare | Gick inte vidare | Gick inte vidare | Gick inte vidare |
| Regina George                                                                              | 400 m      | 51.24    | 1 Q       | i.u.        | i.u.        | 51.35            | 5                | Gick inte vidare | Gick inte vidare |
| Muizat Ajoke Odumosu                                                                       | 400 m häck | 54.93    | 3 Q       | i.u.        | i.u.        | 54.40            | 1 Q              | 55.31            | 8                |
| Blessing Okagbare                                                                          | 100 m      | BYE      | BYE       | 10.93       | 1 Q         | 10.92            | 1 Q              | 11.00            | 8                |
| Omolara Omotosho                                                                           | 400 m      | 52.11    | 4 q       | i.u.        | i.u.        | 51.41            | 4                | Gick inte vidare | Gick inte vidare |
| Oludamola Osayomi                                                                          | 100 m      | BYE      | BYE       | 11.36       | 4           | Gick inte vidare | Gick inte vidare | Gick inte vidare | Gick inte vidare |
| Christy Udoh                                                                               | 200 m      | 23.19    | 5         | i.u.        | i.u.        | Gick inte vidare | Gick inte vidare | Gick inte vidare | Gick inte vidare |
| Gloria Asumnu Wisdom Isoken Blessing Okagbare Oludamola Osayomi Christy Udoh               | 4 x 100 m  | 42.75    | 5 q       | i.u.        | i.u.        | i.u.             | i.u.             | 42.64            | 4                |
| Endurance Abinuwa Bukola Abogunloko Margaret Etim Regina George Omolara Omotosho Idara Otu | 4 x 400 m  | 3:26.29  | 4 q       | i.u.        | i.u.        | i.u.             | i.u.             | DSQ              | DSQ              |

Fältgrenar
| Idrottare         | Gren      | Kval  | Kval      | Final            | Final            |
| Idrottare         | Gren      | Längd | Placering | Längd            | Placering        |
| ----------------- | --------- | ----- | --------- | ---------------- | ---------------- |
| Doreen Amata      | Höjdhopp  | 1.90  | 17        | Gick inte vidare | Gick inte vidare |
| Blessing Okagbare | Längdhopp | 6.34  | 17        | Gick inte vidare | Gick inte vidare |

Kombinerade grenar – sjukamp
| Idrottare       | Gren     | 100H  | HJ   | SP    | 200 m | LJ   | JT  | 800 m | Final | Placering |
| --------------- | -------- | ----- | ---- | ----- | ----- | ---- | --- | ----- | ----- | --------- |
| Uhunoma Osazuwa | Resultat | 13.46 | 1.77 | 12.77 | 24.62 | 5.74 | DNS | —     | DNF   | DNF       |
| Uhunoma Osazuwa | Poäng    | 1056  | 941  | 712   | 922   | 771  | 0   | —     | DNF   | DNF       |

## Kanotsport
Slalom
| Kanotist          | Gren                | Omgång 1 | Omgång 1  | Omgång 1 | Omgång 1  | Omgång 1 | Omgång 1  | Semifinal        | Semifinal        | Final            | Final            |
| Kanotist          | Gren                | Omgång 1 | Placering | Omgång 2 | Placering | Bästa    | Placering | Tid              | Placering        | Tid              | Placering        |
| ----------------- | ------------------- | -------- | --------- | -------- | --------- | -------- | --------- | ---------------- | ---------------- | ---------------- | ---------------- |
| Jonathan Akinyemi | Herrarnas K1 slalom | 104.70   | 20        | 146.95   | 21        | 104.70   | 21        | Gick inte vidare | Gick inte vidare | Gick inte vidare | Gick inte vidare |

## Taekwondo
| Idrottare          | Gren             | Åttondelsfinaler        | Kvartsfinaler        | Semifinaer           | Återkval             | Bronsmatch           | Final                | Final            |
| Idrottare          | Gren             | Motståndare Resultat    | Motståndare Resultat | Motståndare Resultat | Motståndare Resultat | Motståndare Resultat | Motståndare Resultat | Placering        |
| ------------------ | ---------------- | ----------------------- | -------------------- | -------------------- | -------------------- | -------------------- | -------------------- | ---------------- |
| Isah Adam Muhammad | Herrarnas −68 kg | Abu-Libdeh (JOR) L 1–13 | Gick inte vidare     | Gick inte vidare     | Gick inte vidare     | Gick inte vidare     | Gick inte vidare     | Gick inte vidare |
| Chika Chukwumerije | Herrarnas +80 kg | Despaigne (CUB) L 0–1   | Gick inte vidare     | Gick inte vidare     | Gick inte vidare     | Gick inte vidare     | Gick inte vidare     | Gick inte vidare |